# میشل تمر
میشل میگل الیاس تِمِر (پرتغالی: Michel Temer؛ زادهٔ ۲۳ سپتامبر ۱۹۴۰) سیاست‌مدار، نویسنده و وکیل برزیلی لبنانی‌الاصل است. او ۳۷مین رئیس‌جمهور برزیل بود.

## فعالیت‌ها
او از سال ۲۰۱۱ معاون رئیس‌جمهور برزیل بود و پس از رقابت در کنار دیلما روسف نامزد حزب کارگران در انتخابات سال ۲۰۱۰ به این سمت رسید. او پیشتر در شش دورهٔ متوالی نمایندهٔایالت سائو پائولو در مجلس نمایندگان برزیل بوده‌است، و در سه دورهٔ دو ساله مجزا (در۱۹۹۷–۱۹۹۸، ۱۹۹۹–۲۰۰۰ و ۲۰۰۹–۲۰۱۰) رئیس این مجلس بوده‌است.
پس از تعلیق دیلما روسف رئیس‌جمهور برزیل، تامر کفیل ریاست جمهوری برزیل بود و پس از عزل وی رئیس‌جمهور شد. وی تا پایان دوره ریاست جمهوری در سال ۲۰۱۹ این مقام را بر عهده گرفت.
او دومین معاون رئیس‌جمهور برزیل از تبار لبنانی است. خانواده او اهل بتعبوره در شهرستان کوره، در همسایگی طرابلس در استان شمالی لبنان بوده‌اند.
براساس نظرسنجی‌ها تمر تنها با ۵ درصد محبوبیت، یکی از نامحبوب‌ترین رهبران تاریخ برزیل است.

## تعقیب قضایی
دادستان برزیل تمر را به فساد مالی و دریافت غیر مستقیم رشوه متهم کرد؛ ولی رسیدگی این اتهام توسط دادگاه عالی این کشور باید با تأیید دو سوم نمایندگان پارلمان باشد. بر اساس اخبار رسانه‌ها در ۳ اوت ۲۰۱۷ مجلس نمایندگان برزیل تعقیب قضایی میشل تمر در پست ریاست جمهوری این کشور را رد کرد و مخالفان دولت موفق نشدند که دو سوم آرای لازم برای تعقیب رئیس‌جمهور را کسب کنند.

## جوایز
وی همچنین مدال لژیون دونور را دریافت کرده‌است.